# SUNY Oswego (CDP, New York)
SUNY Oswego est une census-designated place du comté d'Oswego, dans l'État de New York, aux États-Unis. SUNY est l'abréviation de l'Université d’État de New York (comté d'Oswego) (en). En 2020, elle compte une population de 3 451 habitants.